# Sprits

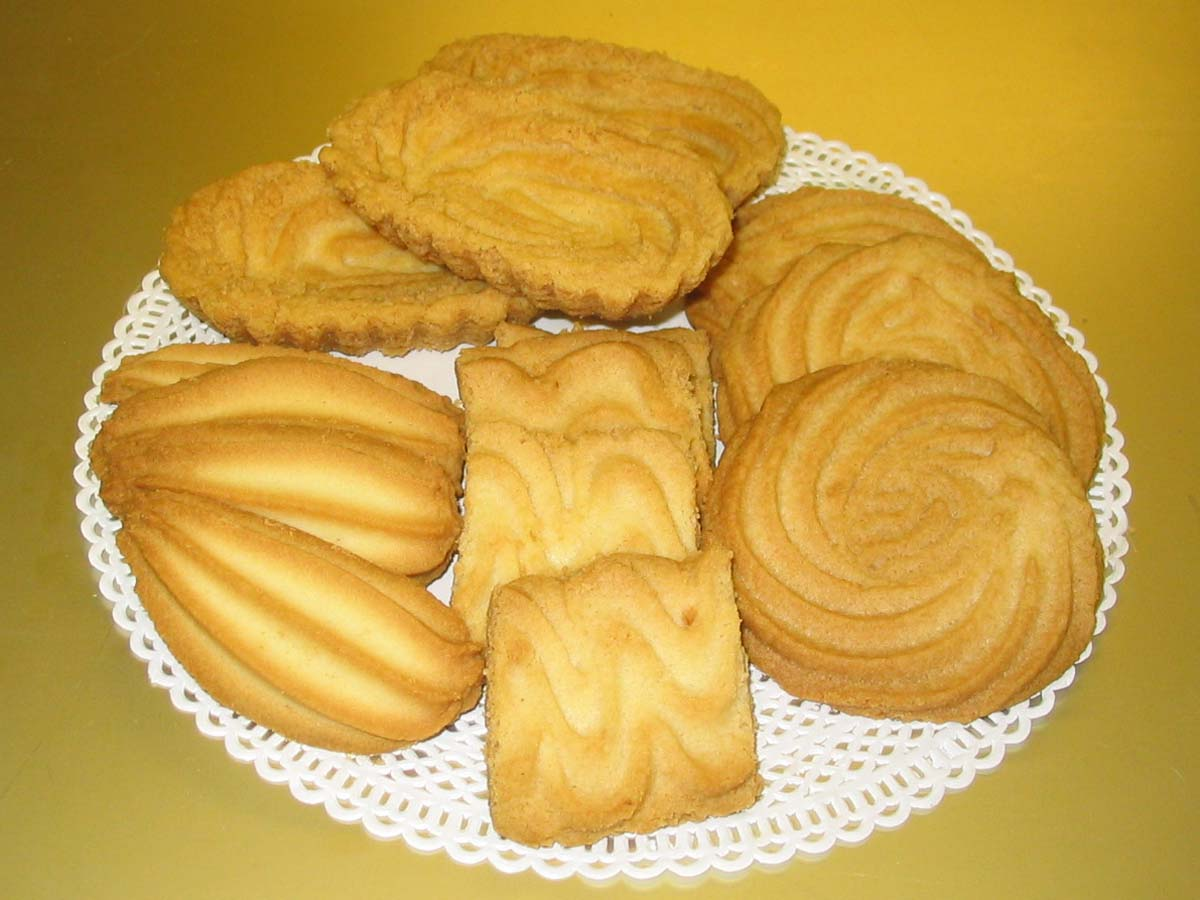
Sprits

Sprits of spritskoek is een koekje dat al sinds de zestiende eeuw in de Nederlanden gebakken en gegeten wordt. 

## Geschiedenis
De aanduiding 'sprits' voor een baksel wordt in het Nederlands in een document uit ca 1580 voor het eerst aangetroffen. 'Sprits' is een verbastering van het Duitse Spritzkuchen, wat 'opgespoten gebak' betekent.
De koeken werden oorspronkelijk ambachtelijk met de hand gemaakt. In Nederland was het de Utrechtse bakker Bergmans, die tijdens zijn banketbakkersopleiding in Düsseldorf zijn eigen Spritzenkuchen had ontwikkeld, die vanaf 1886 als eerste uitsluitend spritskoeken maakte en met succes verkocht. In 1933 volgde de door bakkers Nolen en Van Bochoven opgerichte fabriek Nobo in Ederveen dit succes met een massale productie van dit product, naast de gevulde koeken, speculaas en beschuit. 
Spritsen worden zowel ambachtelijk door warme bakkers als machinaal in fabrieken bereid.
In de Tom Poes verhalen van Marten Toonder komt veelvuldig Grut-sprits voor: sprits van kruidenier Grootgrut.
In België is wordt spritskoek gefabriceerd door onder andere de firma Delacre.

## Bereiding
Het deeg bestaat meestal uit boter, bloem en (vanille)suiker of een soortgelijk zoet ingrediënt. Sprits wordt op een ovenplaat gespoten met een spritsspuit en vervolgens gebakken. Tegenwoordig worden meestal wegwerpspuitzakken gebruikt. Spritsstukken worden gemaakt door het deeg in lange staven te spuiten en na het bakken in stukken te snijden. Daarnaast bestaan er ook rozetspritsen, spritsringen en puntspritsen. Eventueel kunnen ze voorzien worden van een laagje chocolade.